# Исламская военная коалиция
Исламская военная коалиция по борьбе с терроризмом (араб. التحالف الإسلامي العسكري لمحاربة الإرهاب‎, англ. Islamic Military Alliance to Fight Terrorism (IMAFT)) — межправительственный военный блок 34 стран Исламского мира, созданный для борьбы с глобальным терроризмом. По состоянию на 2020 год в него входит 41 страна.

## Участники коалиции
О создании Исламской военной коалиции Саудовская Аравия объявила 15 декабря 2015 года. В состав коалиции, помимо самой Саудовской Аравии, вошли: Бангладеш, Бахрейн, Бенин, Габон, Гвинея, Джибути, Египет, Иордания, Йемен, Катар (до 5 июня 2017 г.), Кувейт, Коморы, Кот-д’Ивуар, Ливан, Ливия, Мавритания, Малайзия, Мали, Мальдивы, Марокко, Нигер, Нигерия, ОАЭ, Пакистан, Палестина, Сенегал, Судан, Сьерра-Леоне, Сомали, Тунис, Турция, Того и Чад.
Иран, региональный соперник Саудовской Аравии, не вошёл в состав коалиции. Также в него не были включены такие мусульманские страны, как Сирия, Ирак и Оман. Несмотря на это, глава МИД Саудовской Аравии Адель аль-Джубейр уверил, что коалиция не будет строго «суннитской», а целью её создания является борьба с терроризмом.

## Оценки и критика
О создании исламской военной коалиции было объявлено не на саммите глав государств, министром обороны Саудовской Аравии Мухаммедом бин Салманом Аль Саудом. Вероятно, причиной создания нового военного альянса стала критика арабских стран за их низкую активность в борьбе с мировым терроризмом. Страны-участницы исламской военной коалиции преследуют противоречивые друг с другом цели, кроме того, в них не входят страны, где действует «Исламское государство» (Ирак, Сирия и др.), а без их согласия бороться с терроризмом не представляется возможным. Все это ставит под сомнение эффективность деятельности коалиции.
Министр обороны США Эштон Картер подчеркнул, что создание коалиции «в большей степени соответствует тому, к чему мы призывали в течение некоторого времени — более активному участию суннитских арабов в кампании против ИГ». Сенатор Джон Маккейн заявил, что создание новой коалиции без предупреждения США свидетельствует о провале попыток Вашингтона взять на себя ведущую роль в регионе. Представители Кремля положительно оценили инициативу создания альянса, но отказались давать оценку исламской коалиции, поскольку пока неясно, «кто именно присоединился к коалиции, какие общие цели декларируются и как будет вестись борьба с экстремизмом».
Египетский университет Аль-Азхар высоко оценил Исламскую коалицию и назвал решение о её создании «историческим». Совет великих ученых Саудовской Аравии также положительно отозвался об этой инициативе. Совет призвал мусульманские страны присоединиться к коалиции. «Исламское государство» подвергло критике создание альянса и назвало его коалицией крестоносцев.